# 예띠TV
《예띠TV》는 매주 금요일 밤 1시 30분부터 KBS 2TV로 방송된 한국방송공사의 텔레비전 프로그램이다.

## 기획 의도
디지털미디어를 주도할 새로운 스타들을 발굴하고 키워내는 인큐베이터의 역할을 하는 텔레비전 프로그램.

## 방송 시간
본 방송 시간은 2015년 8월 8일 방송 시간을 기준으로 한다.
| 방송 채널 | 방송 기간                         | 방송 시간                          |
| --------- | --------------------------------- | ---------------------------------- |
| KBS 2TV   | 2015년 8월 8일 ~ 2015년 12월 26일 | 매주 토요일 밤 1시 30분 ~ 2시 10분 |

## 방송 회차

### 2015년
| 회차 | 방송일  | 출연자                   |
| ---- | ------- | ------------------------ |
| 1    | 8월 8일 | 틴탑, 에이나이브, 전태익 |

## 시청률
- AGB 닐슨 미디어리서치

| 회차 | 방송 일자        | 전국 시청률(증감치) |
| ---- | ---------------- | ------------------- |
| 1회  | 2015년 8월 8일   | 0.7%                |
| 2회  | 2015년 8월 15일  | 0.7%                |
| 3회  | 2015년 8월 22일  | 0.9%                |
| 4회  | 2015년 8월 29일  | 0.4%                |
| 5회  | 2015년 9월 5일   | 0.4%                |
| 6회  | 2015년 9월 12일  | 0.6%                |
| 7회  | 2015년 9월 19일  | 0.2%                |
| 8회  | 2015년 9월 26일  | 0.3%                |
| 9회  | 2015년 10월 3일  | 0.5%                |
| 10회 | 2015년 10월 10일 | 0.6%                |
| 11회 | 2015년 10월 17일 | 0.5%                |
| 12회 | 2015년 10월 24일 | 0.3%                |
| 13회 | 2015년 10월 31일 | 0.3%                |
| 14회 | 2015년 11월 7일  | 0.4%                |
| 15회 | 2015년 11월 14일 | 0.5%                |
| 16회 | 2015년 11월 21일 | 0.4%                |
| 17회 | 2015년 11월 28일 | 0.7%                |
| 18회 | 2015년 12월 19일 | 0.8%                |
| 19회 | 2015년 12월 26일 | 0.7%                |